# Otto Zirker
Otto Zirker (* 1899 in Köln; † 26. Februar 1925) war ein deutscher Reformgefängnispädagoge.

## Leben und Wirken
Er stammte aus einer bürgerlichen jüdischen Familie. Der Vater Adolf Zirker war Hutfabrikant in Köln, die Mutter hieß Amalie, geborene Lindeck. Er hatte die Geschwister Hans, Georg und Milly, die später eine engagierte Publizistin wurde.
Otto Zirker besuchte ein Gymnasium in Köln. Nach dem Abitur wurde er Soldat im Ersten Weltkrieg und verwundet.
Danach studierte er (Philologie?) in Jena. Anschließend war er kurzzeitig Assistent am Heimvolkshochschule in Dreißigacker bei Eduard Weitsch. Danach promovierte er in Jena und war kurzzeitig als Hauslehrer in Celle tätig.
1922 wurde Otto Zirker zum Gefängnispädagogen in der Jugendstrafanstalt Ichtershausen eingesetzt. Dort setzte er Reformkonzepte um, die die jugendlichen Straftäter durch Beschäftigung und Motivierung bessern sollten.
1924 wurde er außerdem verantwortlicher Pädagoge im Jugendgefängnis Eisenach. Am 26. Februar 1925 tötete er sich selber.
Sein früher Tod wurde als erheblicher  Verlust für die noch junge Reformpädagogik der Weimarer Republik gewertet. Der Grabstein seines älteren Bruders Heinz auf dem Jüdischen Friedhof Köln-Bocklemünd trägt eine Gedenkinschrift an Otto Zirker.

## Reformkonzepte
Otto Zirker schuf in den Gefängnissen Ichtershausen und Eisenach neue reformpädagogische Strukturen. Diese verzichteten bewusst auf das Grundprinzip der Bestrafung. Stattdessen wurde ein straffer Tagesablauf strukturiert, der vor allem durch sinnvolle handwerkliche Tätigkeiten ausgefüllt wurde. Außerdem gab es regelmäßige Sportübungen, die dem Aggressionsabbau dienen sollten, sowie Weiterbildungsstunden gemäß den intellektuellen Fähigkeiten der einzelnen Jugendlichen. Diese waren in sogenannten Familien (kleinen Gruppen) organisiert, die sich ihren Familienvater selbst wählen konnten. Dieser wurde dann als deren Sprecher von der Gefängnisleitung akzeptiert.

## Publikationen (Auswahl)
Otto Zirker verfasste mehrere reformpädagogische Schriften. Die wichtigste war Der Gefangene von 1925, in dem er etwa 60 Selbstzeugnisse von jugendlichen Straftätern aufführte. Diese wurde 1934 verboten.
Monographien
- Die Bereicherung des deutschen Wortschatzes durch die spätmittelalterliche Mystik, 1921, Dissertation. Digitalisat
- Über den Selbstmord, Eugen Diederichs, Jena, 1921 (=Schriften zur Volkshochschulbewegung, Heft 6)[5]
- Der Gefangene. Neuland der Erziehung in der Strafanstalt, Fackelreiter-Verlag, Werther, 1924; 2. Auflage 1929; verboten 1934

Artikel
Otto Zirker verfasste Artikel  in mehreren Zeitschriften, darunter Die Tat, vor allem zu reformpädagogischen Themen.
- Tagungsbericht [18. und 19. Januar 1924 in Eisenach], in: Monatsschrift für Kriminalpsychologie und Strafrechtsreform, 15, 1924, S. 102–105.
- Tagungsbericht [9. und 10. September 1924 in Frankfurt a.M.], in: Monatsschrift für Kriminalpsychologie und Strafrechtsreform, 16, 1925, S. 86–94.
- Von der Arbeit im Jugendgefängnis Eisenach, in Blätter der Volkshochschule Thüringen, 6, 1924/25, 9,  S. 113–114